# 北宮門駅
座標: 北緯40度0分4.41秒 東経116度16分16.36秒 / 北緯40.0012250度 東経116.2712111度
北宮門駅（ほくきゅうもんえき）とは中華人民共和国北京市海淀区に位置する北京地下鉄4号線の駅である。

## 駅構造

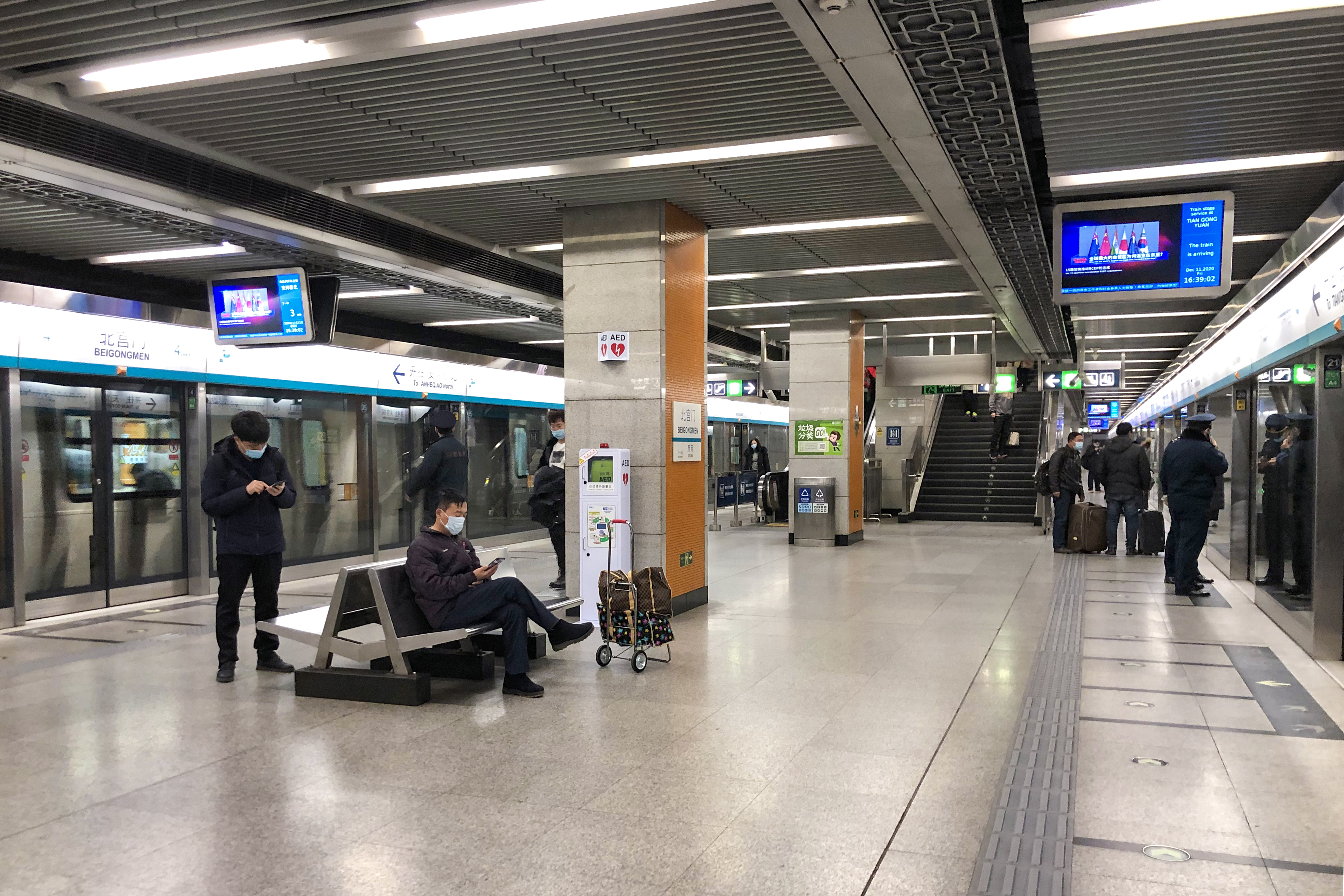
ホーム

島式ホーム1面2線を有する地下駅。

## 駅周辺
駅名の由来となっている頤和園の北宮門が近傍にある。

## 歴史
- 2009年9月28日 - 開業。

## 隣の駅
北京地下鉄
■4号線
西苑駅 - 北宮門駅 - 安河橋北駅